# Culicoides cheahi
Culicoides cheahi är en tvåvingeart som beskrevs av Kitaoka 1983. Culicoides cheahi ingår i släktet Culicoides och familjen svidknott. Inga underarter finns listade i Catalogue of Life.